# Змінна
Змінна у математиці (англ. variable, від лат. variabilis, «що піддається змінам») — символ, зазвичай літера, що позначає невизначений математичний об'єкт. У неформальному спілкуванні кажуть, що змінна представляє або позначає об'єкт, а будь-який допустимий кандидат на роль об'єкта є значенням змінної. Значення, які може приймати змінна, зазвичай одного типу, часто значеннями є числа. Більш конкретно, задіяні значення можуть утворювати множину, таку як множина дійсних чисел.
Об'єкт не завжди повинен існувати, або може бути невизначеним, чи існує хоча б один допустимий кандидат чи ні. Наприклад, можна представити два цілі числа за допомогою змінних p і q і вимагати, щоб значення квадрата p було подвоєним квадратом q, що в алгебраїчній нотації можна записати як p2 = 2 q2. Остаточний доказ того, що цю рівність неможливо задовольнити, коли p і q обмежені цілими числами, не є очевидним, але він був відомий з давніх часів і з тих пір мав великий вплив на математику.
Спочатку термін змінна використовувався переважно для аргументу функції, у цьому випадку аргумент може змінюватись в області визначення функції. Це пояснює вибір цього терміну. Крім того, змінні використовуються для позначення значень функцій, наприклад {\displaystyle y} в {\displaystyle y=f(x)}.
Змінна може представляти невизначене число, яке залишається фіксованим під час вирішення задачі; у цьому випадку його часто називають параметром. Змінна може позначати невідоме число, яке необхідно визначити; у цьому випадку воно називається невідомим; наприклад, у квадратному рівнянні {\displaystyle ax^{2}+bx+c=0,} змінні {\displaystyle a,b,c} є параметрами, а {\displaystyle x} є невідомим.
Іноді один і той же символ можна використовувати для позначення як змінної, так і константи, тобто чітко визначеного математичного об'єкта. Наприклад, грецька літера π зазвичай позначає число π, але також використовується для позначення проєкції. Подібним чином літера e часто позначає число Ейлера, але її використовують для позначення непризначеного коефіцієнта для поліномів четвертого та вищого степеня. Навіть символ {\displaystyle 1} використовується для позначення нейтрального елемента довільного поля. Ці два поняття використовуються майже однаково, тому зазвичай потрібно знати, чи позначає даний символ змінну чи константу.
Змінні часто використовуються для представлення матриць, функцій, їхніх аргументів, множин та їхніх елементів, векторів, просторів тощо.
У математичній логіці змінна є символом, який або представляє невизначену константу теорії, або підлягає кількісній оцінці.

## Історія

### Рання історія

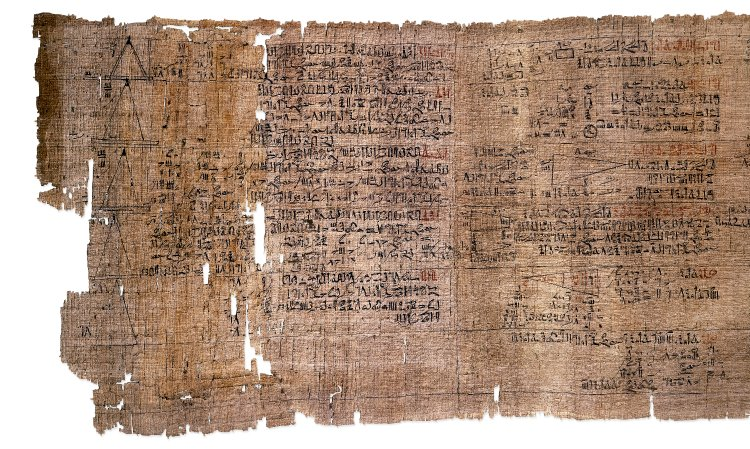
Папірус Райнда

Найдавніші приклади використання «невідомої величини» відносяться принаймні до стародавніх єгиптян у московському математичному папірусі (бл. 1500 р. до н. е.) де риторично описувалися проблеми з невідомими, які називаються «задачами Аха». «Задачі Аха» включають пошук невідомих величин (відомих як «аха», «купа»), якщо відома сума цих величин та їхніх частин (папірус Райнда також містить чотири подібні задачі). Наприклад, у задачі 19 потрібно обчислити кількість, взяту 1+1⁄2 рази та додану до 4, щоб отримати 10. У сучасних математичних позначеннях: {\textstyle {\frac {3}{2}}x+4=10}. Приблизно в той же час у Месопотамії математика стародавнього вавилонського періоду (бл. 2000 р. до н. е. — 1500 р. до н. е.) була більш розвиненою і також вивчала квадратичні та кубічні рівняння.

Сторінка з Начал Евкліда

У працях стародавньої Греції, таких як Начала Евкліда (бл. 300 р. до н. е.), математика описувалася геометрично. Наприклад, твердження 1 Книги II Начал Евкліда містить таке твердження:
«Якщо є дві прямі, і одна з них розділена на будь-яку кількість сегментів, прямокутник, обмежений двома прямими, дорівнює прямокутникам, обмеженим нерозділеною прямою та кожним із сегментів.»
Це відповідає алгебраїчній тотожності a(b+c)=ab+ac (дистрибутивність), але описується повністю геометрично. Евклід та інші грецькі геометри також використовували окремі літери для позначення геометричних точок і фігур. Такий тип алгебри тепер іноді називають грецькою геометричною алгеброю.
Діофант Александрійський започаткував форму синкопованої алгебри у своїй Арифметиці (бл. 200 р. н. е.), яка запровадила символічне маніпулювання виразами з невідомими та степенями, але без сучасних символів відношення (таких як рівність чи нерівність) або показників. Невідоме число називалося {\displaystyle \zeta }. Квадрат {\displaystyle \zeta } мав назву {\displaystyle \Delta ^{v}}; куб називався {\displaystyle K^{v}}; четвертий степінь називався {\displaystyle \Delta ^{v}\Delta }; а п'ятий степінь називався {\displaystyle \Delta K^{v}}. Таким чином, вираз, записаний в сучасних позначеннях:{\displaystyle x^{3}-2x^{2}+10x-1,}буде записаний у синкопованій нотації Діофанта як:
{\displaystyle \mathrm {K} ^{\upsilon }{\overline {\alpha }}\;\zeta {\overline {\iota }}\;\,\pitchfork \;\,\Delta ^{\upsilon }{\overline {\beta }}\;\mathrm {M} {\overline {\alpha }}\,\;}
У 7 столітті до нашої ери Брамагупта використовував різні кольори для представлення невідомих в алгебраїчних рівняннях у Виправленому вченні про Брахму. Один розділ цієї книги називається «Рівняння кількох кольорів». Грецькі та інші стародавні математичні досягнення часто потрапляли в пастку тривалих періодів застою, тому революційних змін у нотації було небагато, але ситуація почала змінюватися на початку раннього нового періоду.

### Ранній новий період
Наприкінці 16 століття Франсуа Вієт запропонував ідею представлення відомих і невідомих чисел літерами, які сьогодні називаються змінними, і ідею обчислення з ними так, ніби вони є числами, з метою отримання результату шляхом простої заміни. Конвенція Вієта полягала в тому, щоб використовувати приголосні для відомих значень і голосні для невідомих.
У 1637 році Рене Декарт «запропонував конвенцію про представлення невідомих у рівняннях за допомогою x, y і z, а відомих — за допомогою a, b і c». На відміну від конвенції Вієта, конвенція Декарта все ще широко використовується. Історія літери x в математиці обговорювалася в статті Scientific American 1887 року.
Починаючи з 1660-х років Ісаак Ньютон і Готфрід Вільгельм Лейбніц незалежно один від одного розробили числення нескінченно малих величин, яке, по суті, полягає у вивченні того, як нескінченно мала зміна величини, що змінюється в часі і називається флюентом, викликає відповідну зміну іншої величини, яка є функцією першої змінної. Майже століття потому Леонард Ейлер закріпив термінологію числення нескінченно малих величин і ввів позначення y = f(x) для функції f, її змінної x і її значення y. До кінця 19 століття слово змінна стосувалося майже виключно аргументів і значень функцій.
У другій половині 19 століття з'ясувалося, що основи числення нескінченно малих величин не були достатньо формалізовані, щоб мати справу з очевидними парадоксами, такими як неперервна функція, яка не є диференційованою в жодній точці. Щоб вирішити цю проблему, Карл Веєрштрасс запропонував новий формалізм, який полягає в заміні інтуїтивного поняття границі формальним визначенням. Попереднім визначенням границі було «коли змінна x змінюється і прямує до a, тоді f(x) прямує до L», без будь-якого точного визначення «прямує». Веєрштрасс замінив це речення формулою
{\displaystyle (\forall \epsilon >0)(\exists \eta >0)(\forall x)\;|x-a|<\eta }{\displaystyle \;\Rightarrow |L-f(x)|<\epsilon ,}
в якому жодна з п'яти змінних не розглядається як змінна.
Це статичне формулювання призвело до сучасного поняття змінної, яка є просто символом, що представляє математичний об'єкт який або невідомий, або може бути замінений будь-яким елементом заданої множини (наприклад, множини дійсних чисел).

## Позначення
Змінні, як правило, позначаються однією літерою, найчастіше з латинської абетки і рідше з грецької; літери можуть бути малими або великими. Після літери може стояти індекс: число (як у x2), інша змінна (xi), слово або абревіатура слова як позначка (xtotal) або математичний вираз (x2i+1). Під впливом інформатики, деякі назви змінних у чистій математиці складаються з кількох літер і цифр. Слідом за Рене Декартом (1596—1650), літери на початку англійської абетки, такі як a, b, c зазвичай використовуються для відомих значень і параметрів, а літери в кінці абетки, такі як x, y, z — для невідомих і змінних функцій. У друкованій математиці нормою є використання змінних і констант курсивом.
Наприклад, загальна квадратична функція умовно записується як ax2 + bx + c, де a, b і c — параметри (їх також називають константами, оскільки вони є сталими функціями), а x — змінна функції. Більш явним способом позначення цієї функції є x ↦ ax2 + bx + c, що пояснює статус x як аргументу функції і сталість a, b та c. Оскільки c зустрічається в виразі, який є постійною функцією x, його називають постійним членом.
Різні розділи та застосування математики мають свої правила іменування змінних. Змінним зі схожими ролями або значеннями часто призначаються послідовні літери або та сама літера з різними нижніми індексами. Наприклад, три осі в тривимірному координатному просторі традиційно називаються x, y і z. У фізиці назви змінних значною мірою визначаються фізичною величиною, яку вони описують, але існують різні домовленості про найменування. Конвенція, якої часто дотримуються в теорії імовірності та статистиці полягає в використанні X, Y, Z для назв випадкових величин, залишаючи x, y, z для змінних, що представляють відповідні відомі або спостережувані значення.

### Загальноприйняті імена змінних
- a, b, c, d (іноді розширюється до e, f) для параметрів або коефіцієнтів
- a0, a1, a2, … для ситуацій, коли різні літери незручні
- ai або ui для i-го члена послідовності або i-го коефіцієнта ряду
- f, g, h для функцій (як у f(x))
- i, j, k (іноді l або h) для змінних цілих чисел або індексів в індексованому сімействі або одиничних векторах
- l і w для довжини та ширини фігур
- l також для прямої (лінії) або в теорії чисел для простого числа, яке не дорівнює p
- n (або альтернативне позначення m) для фіксованого цілого числа, такого як кількість об'єктів або степінь полінома
- p для простого числа або імовірності
- q для степеня простого числа або частки
- r для радіуса, остачі або коефіцієнта кореляції
- t для часу
- x, y, z для трьох декартових координат точки в евклідовій геометрі або відповідних осей
- z для комплексного числа або в статистиці для змінної з нормальним розподілом
- α, β, γ, θ, φ для мір кутів
- ε (або альтернативне позначення δ) для як завгодно малого додатного числа
- λ для власного значення
- Σ (велика сигма) для суми або σ (маленька сигма) у статистиці для стандартного відхилення[22]
- μ для середнього значення

## Класифікація змінних
Зазвичай змінні відіграють різні ролі в одній і тій самій математичній формулі, і для їх розрізнення були введені назви або кваліфікатори. Наприклад, загальне кубічне рівняння
{\displaystyle ax^{3}+bx^{2}+cx+d=0,}
інтерпретується як таке, що має п'ять змінних: чотири з яких, a, b, c, d, вважаються заданими числами, а п'ята змінна, x, вважається невідомим числом. Щоб відрізнити їх, змінну x називають невідомою, а інші змінні називають параметрами або коефіцієнтами, або іноді константами, хоча остання термінологія є некоректною для рівняння та має бути зарезервована для функції, визначеної лівою частиною цього рівняння.
У контексті функцій термін змінна зазвичай відноситься до аргументів функцій. Зазвичай це має місце в таких реченнях, як «функція дійсної змінної», «x — змінна функції f : x ↦ f(x)», «f — функція змінної x» (це означає, що змінна x посилається на аргумент функції).
У цьому ж контексті змінні, які не залежать від x, визначають сталі функції і тому їх називають константами. Наприклад, стала інтегрування є довільною сталою функцією, яка додається до певної первісної, щоб отримати інші первісні. Через тісний зв'язок між поліномами та поліноміальними функціями, термін «константа» часто використовується для позначення коефіцієнтів полінома, які є сталими функціями невизначених величин.
Інші назви змінних включають:
- Невідоме — це змінна в рівнянні, яку потрібно знайти.
- Невизначене[en] — це символ, який зазвичай називають змінною, що з'являється в многочлені або формальному степеневому ряді. Формально кажучи, невизначене — це не змінна, а константа в кільці многочленів або кільці формальних степеневих рядів. Однак через сильний зв'язок між поліномами або степеневими рядами та функціями, які вони визначають, багато авторів розглядають невизначені величини як особливий вид змінних.
- Параметр — це величина (зазвичай число), яка є частиною вхідних даних задачі та залишається постійною протягом усього розв'язання цієї задачі. Наприклад, у механіці маса і розмір твердого тіла є параметрами для вивчення його руху. В інформатиці, параметр має інше значення і позначає аргумент функції.
- Вільні і зв'язані змінні
- Випадкова величина — це різновид змінної, яка використовується в теорії ймовірностей та її застосуваннях.

Всі ці найменування змінних мають семантичний характер, а спосіб роботи з ними (синтаксис) є однаковим для всіх.

### Залежні і незалежні змінні
В диференціальному та інтегральному численні та його застосуваннях до фізики та інших наук досить поширеним є розгляд змінної, скажімо y, можливі значення якої залежать від значення іншої змінної, скажімо x. З математичної точки зору, залежна змінна y представляє значення функції від x. Щоб спростити формули, часто корисно використовувати той самий символ для залежної змінної y та функції, що відображає x на y. Наприклад, стан фізичної системи залежить від вимірюваних величин, таких як тиск, температура, положення в просторі, …, і всі ці величини змінюються, коли система розвивається, тобто вони є функцією часу. У формулах, що описують систему, ці величини представлені змінними, які залежать від часу, і, таким чином, неявно розглядаються як функції часу.
Тому у формулі залежна змінна — це змінна, яка неявно є функцією іншої (або кількох інших) змінних. Незалежна змінна — це змінна, яка не є залежною.
Властивість змінної бути залежною або незалежною часто залежить від точки зору і не є її внутрішньою властивістю. Наприклад, у позначенні f(x, y, z), усі три змінні можуть бути незалежними, і це позначення представляє функцію трьох змінних. З іншого боку, якщо y і z залежать від x (є залежними змінними) тоді позначення представляє функцію однієї незалежної змінної x.

### Приклади
Визначмо функцію f, яка приймає і повертає дійсні числа як
{\displaystyle f(x)=x^{2}+\sin(x+4)}
тоді x є змінною, що представляє аргумент функції, який може бути будь-яким дійсним числом.
В тотожності
{\displaystyle \sum _{i=1}^{n}i={\frac {n^{2}+n}{2}}}
змінна i є змінною підсумовування, яка по черзі позначає кожне з цілих чисел 1, 2, ...,  n (вона також називається індексом оскільки її варіація стосується дискретного набору значень), тоді як n є параметром (не змінюється в межах формули).
У теорії многочленів поліном 2 ступеня зазвичай позначається як ax2 + bx + c, де a, b і c називаються коефіцієнтами (вони вважаються фіксованими, тобто параметрами задачі, що розглядається), а x називається змінною. Коли вивчають цей многочлен як частину поліноміальної функції, x означає аргумент функції. Коли многочлен розглядається як окремий об'єкт, x вважається невизначеним і часто пишеться з великої літери, щоб підкреслити цей статус.

#### Приклад: закон ідеального газу
Розглянемо рівняння, що описує закон ідеального газу,
{\displaystyle PV=Nk_{\text{B}}T.}
Це рівняння зазвичай інтерпретується як таке, що має чотири змінні та одну константу. Константою є kB, стала Больцмана. Одна зі змінних, N, кількість частинок, є додатним цілим числом (і, отже, дискретною змінною), тоді як інші три, P, V і T, які позначають тиск, об'єм та температуру, є безперервними змінними.
Можна змінити це рівняння, щоб отримати P як функцію інших змінних,
{\displaystyle P(V,N,T)={\frac {Nk_{\text{B}}T}{V}}.}
Тоді P як функція інших змінних, є залежною змінною, а її аргументи, V, N і T, є незалежними змінними. Можна підійти до цієї функції більш формально та розглянути її область визначення та діапазон: у нотації функції, тут P – це функція {\displaystyle P:\mathbb {R} _{>0}\times \mathbb {N} \times \mathbb {R} _{>0}\rightarrow \mathbb {R} }.
Проте в експерименті, щоб визначити залежність тиску від однієї з незалежних змінних, необхідно зафіксувати всі змінні, крім однієї, скажімо T. Це призводить до функції
{\displaystyle P(T)={\frac {Nk_{\text{B}}T}{V}},}
де N і V тепер також розглядаються як константи. Математично це є частковим застосуванням попередньої функції P.
Цей приклад ілюструє, як незалежні змінні та константи значною мірою залежать від прийнятої точки зору. Можна навіть розглядати kB як змінну щоб отримати функцію
{\displaystyle P(V,N,T,k_{\text{B}})={\frac {Nk_{\text{B}}T}{V}}.}

## Простір модулів
Розгляд констант і змінних може привести до концепції просторів модулів. Для ілюстрації розглянемо рівняння параболи,
{\displaystyle y=ax^{2}+bx+c,}
де всі a, b, c, x і y вважаються дійсними. Множина точок (x, y) у двовимірній площині, що задовольняє це рівняння, окреслює графік параболи. Тут, a, b і c розглядаються як константи, які визначають параболу, тоді як x і y є змінними.
Замість того, щоб розглядати a, b і c як змінні, ми спостерігаємо, що кожен набір із 3-кортежів (a, b, c) відповідає різній параболі. Тобто вони вказують координати у «просторі парабол», відомому як простір модулів парабол.